# Martin Strobel
Martin Strobel (Rottweil, 5 de junio de 1986) es un exjugador alemán de balonmano que jugaba de central. Su último equipo fue el HBW Balingen-Weilstetten. Fue un componente de la selección de balonmano de Alemania.
Con la selección ganó el oro en el Campeonato Europeo de Balonmano Masculino de 2016 y el bronce en los Juegos Olímpicos de Río de Janeiro 2016.

## Palmarés

### TBV Lemgo
- Copa EHF (1): 2010

## Clubes
- HBW Balingen-Weilstetten (2005-2008)
- TBV Lemgo (2008-2013)
- HBW Balingen-Weilstetten (2013-2020)